# Патрульні катери типу «Тузла»
Патрульні катери типу «Тузла» (Турецька: Yeni Tip Karakol Botu) — клас патрульних катерів для ВМС Туреччини, призначений для охорони територіальних вод, забезпечення безпеки мореплавства та ескортування суден, охорони баз та портів, для боротьби з підводними човнами, розвідки, пошуково-рятувальних операцій.

## Історія
Контракт, підписаний між ВМС Туреччини та Dearsan 23 серпня 2007 року, передбачав, що до 2015 року буде побудовано 16 патрульних катерів нового типу. Окрім компанії Dearsan, 204 турецькі фірми-постачальники брали участь у проекті нового патрульного катеру, а також кілька іноземних, таких як MTU або OTO Melara.
У лютому 2016 року, всі 16 катерів були поставлені до складу ВМС Туреччини.

## Країни-оператори
- Туреччина - 16 у складі ВМС Туреччини
- Туркменістан - 10 поставлено до складу ВМС Туркменістану до 2015 року. Єдиний іноземний замовник.[3]